# 音羽川 (京都市)
音羽川（おとわがわ）は、京都市左京区東部を流れる河川。東山の比叡山南麓を水源とし、一級河川高野川に左京区山端川岸町付近（修学院駅の北西）で合流する地点まで、流路延長約5.4 kmの一級河川である。
なお、一級河川に指定されているのは左京区修学院後安堂から一級河川高野川合流点までの下流域1.913kmの区間である。

## 歴史
平安時代には和歌にも詠まれた「音羽の滝」が流域に存在したとされる。
比叡の山なる音羽の滝を見てよめる
落ちたぎつ  滝の水上  年つもり  老いにけらしな  黒き筋なし
壬生忠岑 （古今和歌集）
音羽川流域の大半は深層風化した花崗岩で構成され、高野川に合流するまでの扇状地では土石流が頻発していた。このため、1937年（昭和12年）に砂防指定され、1940年にかけて砂防堰堤5基が設置された。その後、1972年（昭和47年）に大規模な土石流が発生したため砂防・治山施設が拡充され、2010年現在（平成22年） 砂防堰堤8基、沈砂池1箇所、治山堰堤20基が整備されるに至っている。

## 流域の主要施設

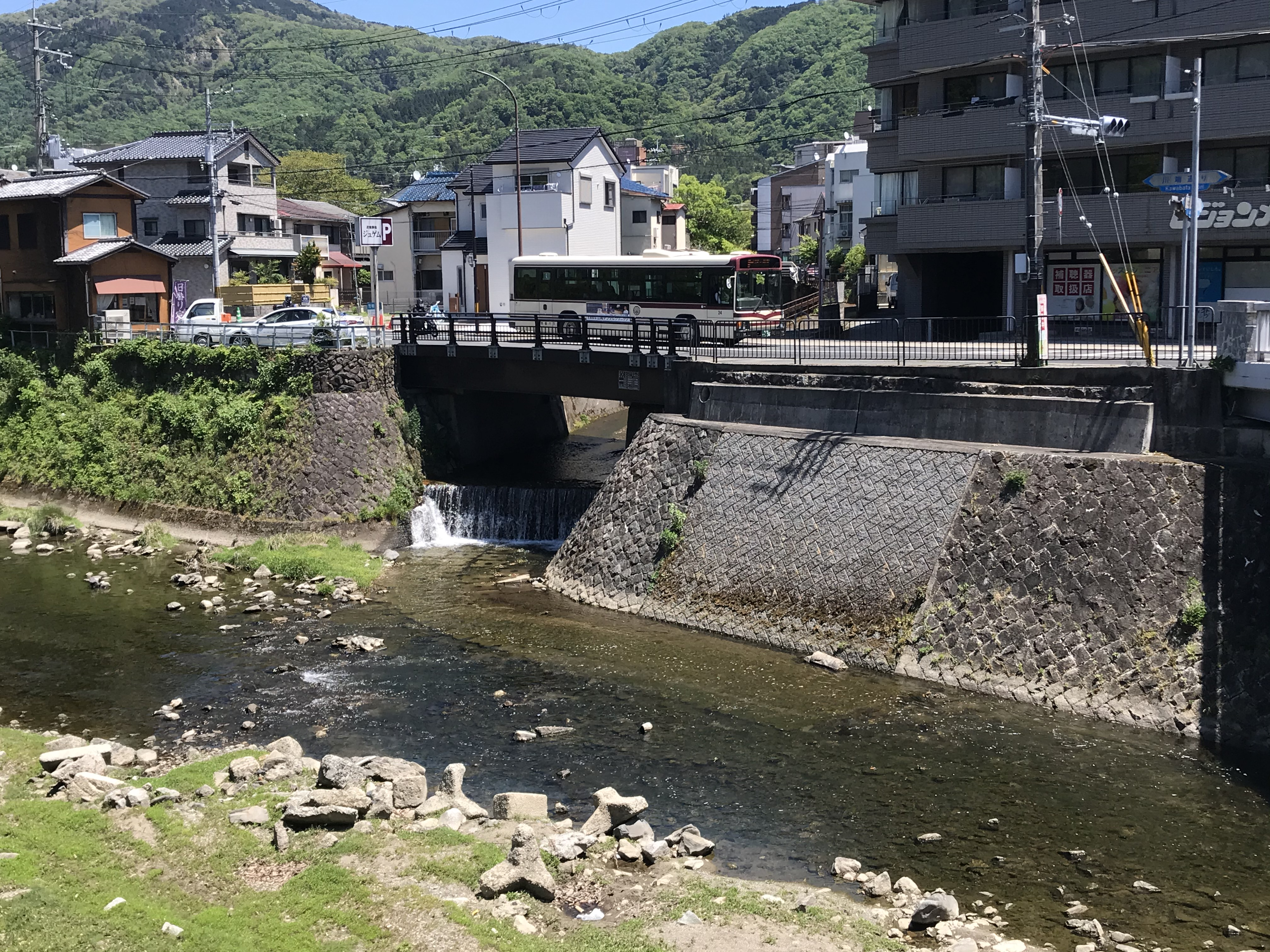
高野川への合流地点

中流域の右岸には17世紀中頃に後水尾上皇の指示で造営された修学院離宮と、離宮の中御茶屋に隣接する林丘寺（音羽御所）が、左岸には鷺森神社や天台五門跡の1つに数えられる曼殊院がある。また、1990年代に京都府により整備された、砂防技術の歴史と施設を体験見学できる「砂防学習ゾーン」があり、その沈砂池横には比叡山への登山道「雲母坂（きららざか）」の入口がある。

## 交通機関
- 叡山電鉄 修学院駅